# Misie
Misie – wieś w Polsce, położona w województwie lubelskim, w powiecie bialskim, w gminie Międzyrzec Podlaski. Wieś rozciąga się po obu stronach trasy kolejowej Warszawa – Terespol (w miejscowości znajduje się przystanek kolejowy).
Wieś była własnością starosty guzowskiego i nowomiejskiego Stanisława Opalińskiego, leżała w województwie podlaskim w 1673 roku. Do 1954 roku istniała gmina Misie. W latach 1975–1998 wieś administracyjnie należała do województwa bialskopodlaskiego.
Wieś jest sołectwem w gminie Międzyrzec Podlaski. Według Narodowego Spisu Powszechnego z roku 2011 wieś liczyła 788 mieszkańców.
Wierni Kościoła rzymskokatolickiego należą do parafii św. Mikołaja w Międzyrzecu Podlaskim.

## Infrastruktura
Do najważniejszych obiektów należą:

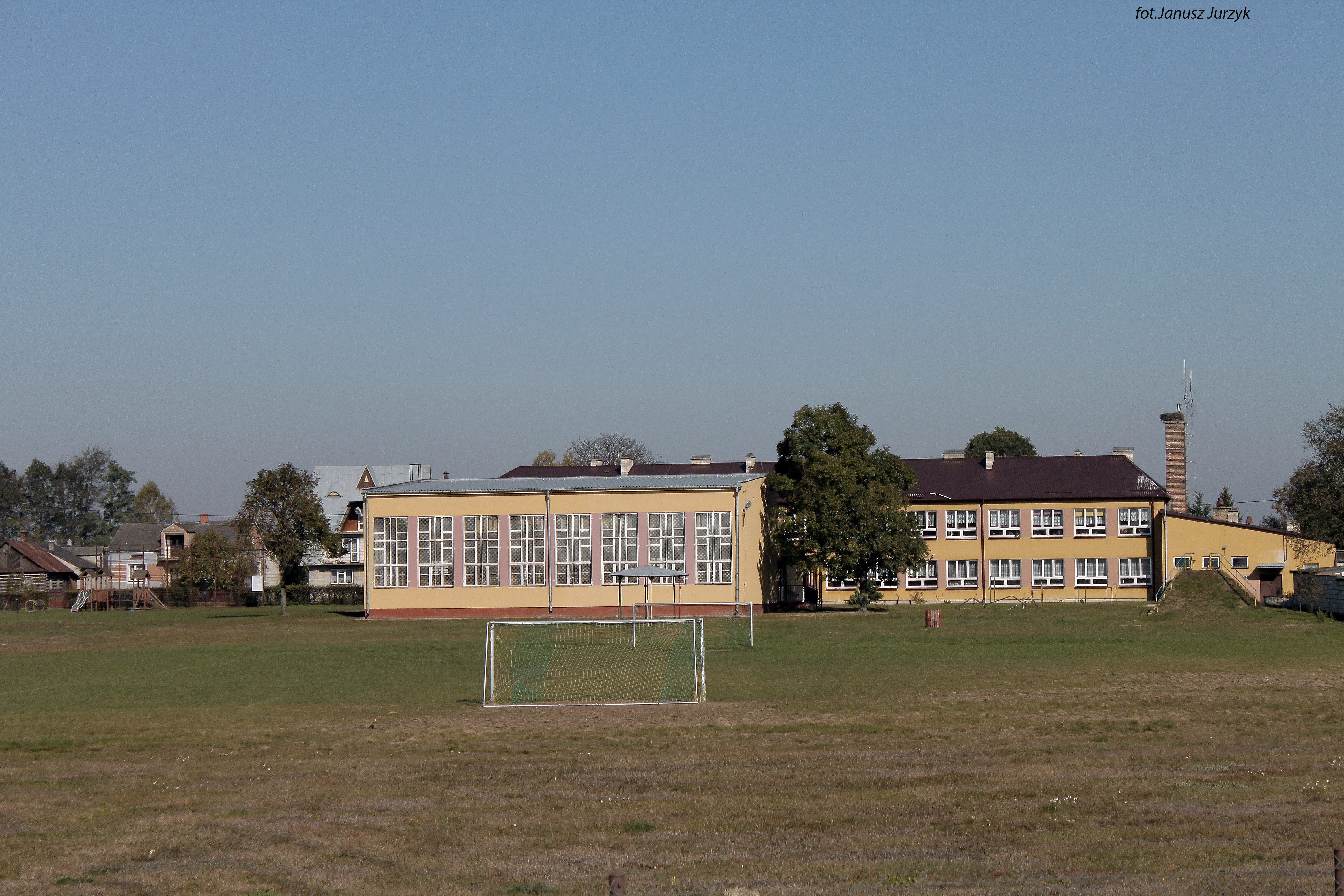
Szkoła Podstawowa im. M. Konopnickiej

- Szkoła Podstawowa im. M. Konopnickiej zbudowana w czynie społecznym z inicjatywy ówczesnego jej dyrektora Władysława Boguckiego. Oddana do użytku w roku 1984. Obecnie uczy się w niej ok. 200 dzieci z Miś i okolicznych wsi tj. Przychód, Jelnicy, Strzakł i Sawek
- Ochotnicza Straz Pożarna utworzona w 1974 r. z inicjatywy pierwszego jej komendanta Tadeusza Banasiuka.

## Części wsi
| SIMC    | Nazwa       | Rodzaj    |
| ------- | ----------- | --------- |
| 0015912 | Drucówki    | część wsi |
| 0015929 | Kąt         | część wsi |
| 0015935 | Lipinki     | część wsi |
| 0015941 | Parszczyska | część wsi |
| 1022676 | Poprzyce    | część wsi |
| 0015958 | Starowieś   | część wsi |
| 0015964 | Zabuże      | część wsi |